# Cyanoramphus hochstetteri
Espèce
Cyanoramphus hochstetteri  est une espèce d'oiseaux de la famille des Psittacidae.

## Répartition
Cet oiseau est endémique des îles des Antipodes en Nouvelle-Zélande.